# Boechera glareosa
Boechera glareosa är en korsblommig växtart som beskrevs av Robert D. Dorn. Boechera glareosa ingår i släktet indiantravar, och familjen korsblommiga växter. Inga underarter finns listade i Catalogue of Life.